# Смидин
Сми́дин (укр. Смідин) — село в Ковельском районе Волынской области Украины. Административный центр Смидинской сельской общины.
До 2020 года входило в Старовыжевский район.
Код КОАТУУ — 0725085001. Население по переписи 2001 года составляет 2265 человек. Почтовый индекс — 44453. Телефонный код — 3346. Занимает площадь 6,428 км².